# Papinsaari (ö i Finland, Mellersta Finland, Jämsä)
Papinsaari är en ö i Finland. Den ligger i sjön Päijänne och i kommunen Kuhmois i landskapet Mellersta Finland, i den södra delen av landet, 150 km norr om huvudstaden Helsingfors. Öns area är 31,2 hektar och dess största längd är 1,2 kilometer i nord-sydlig riktning.